# María de Ribera Calderón y Benavides
María de Ribera Calderón y Benavides, también conocida como María Benavides viuda de Ribera, vivió en la Nueva España a fines del siglo XVII y principios del XVIII. Fue una de las viudas impresoras de la Nueva España del siglo XVII, heredera del legado y trabajo de otras viudas impresoras de la época que ayudaron a consolidar la cultura letrada durante el Virreinato (Gerónima de Gutiérrez, María Sansoric, Paula Benavides).

## Biografía
Fue hija y heredera de Paula Benavides (viuda de Calderón) y Bernardo Calderón, importantes impresores de la Nueva España. Estuvo rodeada del oficio de la imprenta no solo por sus padres; se casó con Juan de Ribera, impresor sucesor de Hipólito de Ribera en el Empedradillo.

## Influencias
Juan de Ribera, su esposo, fue el impresor del Neptuno Alegórico de Sor Juana Inés de la Cruz. 
Paula Benavides, su madre, fue una importante mujer impresora y librera a quien se le asignó la imprenta del Santo Oficio durante el siglo XVII en el Virreinato de la Nueva España. Su imprenta fue cuna para los textos de Fray Alonso de la Vera Cruz, Fray Alonso de Molina, Juan de Palafox, Sor Juana Inés de la Cruz y Carlos de Sigüenza y Góngora.

## Oficio de impresora
Comienza a imprimir en 1685, tras la muerte de su madre y de la de su marido, en el Empedradillo (herencia conyugal); sus hermanos (también herederos de Paula de Benavides) imprimían en San Agustín.
Continúa imprimiendo la Gaceta, que antes imprimía su madre, en 1687 para dar a conocer en la Nueva España las noticias que llegaban desde Europa.
Imprimió durante quince años, pues después de 1700 ya no aparece en los pies de página del Empedradillo.

## Producción
- La fineza mayor Sermon Panegiryco. (...) Hizolo, y dixolo El Ldo. D. Francisco Xavier Palavicino Villa Rasa, Clerigo Presbytero, Valenciano y lo dedica al Illmo. Y Religiosissimo Convento de el Doctor Maximo S. Geronimo de esta Imperial Ciudad de Mexico (...)[1]
- Palma inmacersible siempre y frondosa símbolo de un católico héroe, hieroglífico expreso del excelentísimo Señor D. Melchor Fernández.[5]
- La estrella de el norte de México, aparecida al rayar el dia de la luz evangelica en este Nuevo-Mundo (...) En la historia de la Milagrosa Imagen de N. Señora de Guadalupe de Mexico, que se aparecio en la manta de Juan Diego : con las novenas proprias de la aparicion de la Santa Imagen compvsola el P. Francisco de Florencia de la Compania de Iesus.[6][7]
- Oriental planeta evangélico de Carlos de Sigüenza y Góngora.[8]
- Chronografia sagrada de la vida de Christo nuestro Redemptor, predicacion Evangelica, con las circunstancias de lugar, y tiempo en que obrò los Misterios de Nuestra Redempeion (...) Trasuntada por Fray Augustin de Vetancurt.[9]
- El phenix de las indias vnico por inmaculado floreciendo en vna tilma de palma Maria en sv concepcion pvrissima aparecida en Gvadalvpe Trafuntada en Thamar , y aplaudida de Judas Pharès, y Zaràn con emblemas, empresas, ò heroglificos.(...) El R.P. presentado Fr. Ioan Antonio Lobatto(...).[10]
- Florido aromatico panegyris, qve en el dia de la milagrosa aparicion de Nuestra Señora de Gvadalvpe patente el Santissimo Sacramento oró El R.P. Fr. Manuel de S. Joseph ,Carmelita Descalzo Lector,que fue, de Sagrada Escriptura, y de Theologia Mystica, en su Colegio de S. Angel. A expenfas de la devocion de el Bachiller Don Juan de Cepeda, Presbytero. Y saca a lvz Thomas Fernandez de Guevara.[11]
- Gaceta de México [1]

## Legado
Los demás herederos de Calderón y Benavides siguieron imprimiendo en San Agustín, en los pies de página aparece el nombre de Francisco de Rivera Calderón y  en las  del Empedradillo el de Miguel de Ribera Calderón (hijos de Juan Ribera y María de Benavides). El árbol genealógico de los Ribera Calderón prevalece entre el Empedradillo y San Agustín gracias a generaciones de hijos y viudas. Se tiene registro de 497 impresos de diferente índole provenientes de las imprentas de Bernardo Calderón, Paula de Benavides y sus herederos.